# Mitchell Leisen
Mitchell Leisen, nome artístico de James Leisen (Menominee, Michigan, 6 de outubro de 1898 - Los Angeles, Califórnia, 28 de outubro de 1972) foi um figurinista, diretor de arte e cineasta norte-americano. Seu nome está associado ao que há de mais sofisticado e glamuroso em Hollywood.

## Vida e carreira
Filho de um cervejeiro, Leisen estudou arquitetura na Universidade de Washington em Saint Louis em St. Louis e trabalhou no departamento de arte do Chicago Tribune antes de aportar em Hollywood em 1919. Começou como figurinista para Cecil B. DeMille, Ernst Lubitsch e Raoul Walsh, entre outros. De 1925 a 1933 foi alçado a decorador de cenários e diretor de arte em suntuosos filmes de DeMille, como The King of Kings e The Sign of the Cross, o último deles.
A partir de 1933 tornou-se diretor e os filmes que fez na Paramount Pictures, para quem trabalhou pelos próximos 19 anos, e também em outros estúdios são reconhecidos pelo ritmo preciso e pelo apuro visual, que muitas vezes se sobrepunham aos fracos roteiros que lhe destinavam. Leisen ficou conhecido como diretor de atrizes, tanto pelas comédias românticas que fez, quanto pelas atuações que arrancava das estrelas. Há, contudo, quem julgue que sua obra mais duradoura é aquela representada por dramas e melodramas lacrimosos. Acima de tudo, no entanto, Leisen era um profissional, que planejava cuidadosamente cada uma de suas produções.
Com o fim da Segunda Guerra Mundial, a carreira de Leisen entrou em declínio, pois já não havia lugar para ele numa Hollywood cada vez menos glamurosa. Depois de vários fracassos no cinema e diversos trabalhos na televisão, abandonou a vida artística e tornou-se decorador de interiores e coproprietário de uma luxuosa alfaiataria em Beverly Hills.
Entre os filmes que dirigiu, destacam-se Death Takes a Holiday,  Murder at the Vanities, Four Hours to Kill!, Hands Across the Table (primeira de nove películas que fez com Fred MacMurray), Swing High, Swing Low, Easy Living (primeira colaboração com Preston Sturges), Midnight, Hold Back the Dawn (o único de seus filmes a receber uma indicação ao Oscar de Melhor Filme), Lady in the Dark, Frenchman's Creek, To Each His Own (que rendeu um Oscar de melhor atriz para Olivia de Havilland) e Golden Earrings. Leisen teve também a dúbia glória de dirigir The Girl Most Likely, a última produção da RKO Pictures. Na TV, dirigiu episódios das séries The Girl from U.N.C.L.E., The Twilight Zone e Wagon Train, entre outras.
Pelo seu trabalho em Dynamite, o primeiro filme falado de DeMille, recebeu uma indicação ao Oscar, na categoria Melhor Direção de Arte.
Casou-se apenas uma vez, com Sandra Gahle. Faleceu em 28 de outubro de 1972, aos 74 anos de idade, vítima de problemas nas coronárias. Foi também escultor de talento.

## Filmografia
| Ano  | Nome original             | Nome PT/BR                  | Nome PT/PT                  | Notas                                          |
| ---- | ------------------------- | --------------------------- | --------------------------- | ---------------------------------------------- |
| 1933 | Tonight Is Yours          |                             | A Noite É Nossa             | Codireção com Stuart Walker                    |
| 1933 | The Eagle and the Hawk    |                             | Dragões da Morte            | Codireção com Stuart Walker                    |
| 1933 | Craddle Song              | Filha de Maria              | Filha de Maria              |                                                |
| 1934 | Death Takes a Holiday     | Uma Sombra Que Passa        | A Morte em Férias           |                                                |
| 1934 | Murder at the Vanities    | Segue o Espetáculo          | Estrela do "Vanities"       |                                                |
| 1935 | Behold My Wife            | Casados por Despeito        |                             |                                                |
| 1935 | Four Hours to Kill        | Quatro Horas para Matar     |                             |                                                |
| 1935 | Hands Across the Table    | Corações Unidos             | Candidata a Milionária      |                                                |
| 1936 | Thirteen Hours by Air     | Treze Horas no Ar           |                             |                                                |
| 1936 | The Big Broadcast of 1937 | Ondas Sonoras de 1937       |                             |                                                |
| 1937 | Swing High, Swing Low     | Começou no Trópico          | A Comédia da Vida           |                                                |
| 1937 | Easy Living               | Garota de Sorte             | Uma Pequena Feliz           |                                                |
| 1938 | The Big Broadcast of 1938 | Folia a Bordo               |                             |                                                |
| 1938 | Artists and Models Abroad | No Turbilhão Parisiense     | No Turbilhão de Paris       |                                                |
| 1939 | Midnight                  | Meia-Noite                  | Meia-Noite                  |                                                |
| 1940 | Remember the Night        | Lembra-se Daquela Noite?    | Lembra-Te Daquela Noite     |                                                |
| 1940 | Arise, My Love            | Levanta-Te, Meu Amor        |                             |                                                |
| 1941 | I Wanted Wings            | Revoada das Águias          | Voo de Águias               |                                                |
| 1941 | Hold Back the Dawn        | A Porta de Ouro             | A Minha História            | Indicado ao Oscar de Melhor Filme              |
| 1942 | The Lady Is Willing       | A Mãe Solteira              | Capricho de Mulher          |                                                |
| 1942 | Take a Letter, Darling    | Ela e o Secretário          | Ela e o Secretário          |                                                |
| 1943 | No Time for Love          | Sem Tempo para Amar         | Não Me Fales de Amor        |                                                |
| 1944 | Lady in the Dark          | A Mulher Que Não Sabia Amar | A Mulher Que Não Sabia Amar |                                                |
| 1944 | Frenchman's Creek         | A Gaivota Negra             | A Gaivota Negra             |                                                |
| 1944 | Pratically Yours          | Adorável Engano             | Adorável Engano             |                                                |
| 1945 | Masquerade in Mexico      | Fantasia Mexicana           | Fantasia Mexicana           |                                                |
| 1945 | Kitty                     | A Flor do Lodo              | Kitty                       |                                                |
| 1946 | To Each His Own           | Só Resta Uma Lágrima        | Lágrimas de Mãe             | Oscar de melhor atriz para Olivia de Havilland |
| 1947 | Suddenly It's Spring      | Relíquias do Amor           | Primavera no Outono         |                                                |
| 1947 | Golden Earrings           | Cigana Feiticeira           | A Cigana Feiticeira         |                                                |
| 1948 | Dream Girl                | Nem Tudo É Ilusão           | A Rapariga dos Meus Sonhos  |                                                |
| 1949 | Bride of Vengeance        | O Veneno dos Bórgias        | Lucrécia Bórgia             |                                                |
| 1949 | Song of Surrender         | Pecado de Amar              | A Grande Paixão             |                                                |
| 1950 | Captain Carey, U.S.A.     | Missão de Vingança          | Traição                     |                                                |
| 1950 | No Man of Her Own         | Casei-Me com um Morto       | Nenhum Homem Era Dela       |                                                |
| 1951 | The Mating Season         | O Quarto Mandamento         | Cocktail de Sogras          |                                                |
| 1951 | Darling, How Could You!   | A Mulher Que Não Pecou      | Alice Brincou com o Fogo    |                                                |
| 1952 | Young Man with Ideas      | O Felizardo                 | Jovem com Ideias            |                                                |
| 1953 | Tonight We Sing           | Sinfonia Eterna             |                             |                                                |
| 1955 | Bedevilled                | Dela Guardei um Beijo       | Aventura em Paris           |                                                |
| 1957 | The Girl Most Likely      | Uma Aventura em Balboa      |                             |                                                |
| 1967 | Spree!                    |                             |                             | Documentário; codirigido por Walon Green       |